# Sociedade Brasileira contra a Escravidão
Sociedade Brasileira contra a Escravidão, var en brasiliansk organisation, grundad 1880. 
Syftet var att verka för avskaffandet av slaveri i Brasilien. Målet uppnåddes 1888. 